# Giuseppe Rossicone
Giuseppe Rossicone (Scanno, 22 febbraio 1933 – Milano, 8 ottobre 2023) è stato uno scultore e ceramista italiano.
Era considerato uno dei più importanti ceramisti in Italia. Nei suoi lunghi anni di lavoro a Milano collaborò con numerosi pittori e scultori contemporanei .

## Biografia
Nato a Scanno, in Abruzzo, dopo gli studi al collegio San Bernardino all'Aquila si trasferì a Milano dove, alla fine degli anni '50, rilevò un laboratorio di ceramiche e ne fece il suo studio. 
Dopo le prime esperienze di carattere materico, si concentrò sull'esercizio della plasticità e sugli studi di colore e, ispirato da Leoncillo e Fontana,  definì un suo stile personale caratterizzato da un azzurro ferrigno e da un carattere prevalentemente astratto delle sue opere.
Collaborò con Arnaldo Pomodoro, Agostino Bonalumi, Gianni Colombo, Sandro Chia, Michele Cascella, Ernesto Treccani, Mario Schifano, Ibrahim Kodra, Hsiao Chin, Gianni Dova, Giuseppe Migneco, Salvatore Fiume, Franz Borghese. Realizzò una serie di vasi anche con l'architetto svizzero Mario Botta.
Rossicone è morto nel 2023; da non molto il suo studio era stato inserito dal Comune di Milano tra le Botteghe storiche.